# Riziero
Riziero  è un nome proprio di persona italiano maschile.

## Varianti
- Maschili: Rizieri[1][2][3], Riziere[1][2], Rizziero[1][2], Rizzieri[1][2], Rizerio[4], Rizzerio[1][4], Rezerio[1], Rezieri[1], Risiero[1], Risieri[1]
- Femminili: Riziera[1][2], Rizziera[1][2], Rizzeria[2]

## Origine e diffusione
Si tratta di un nome documentato in Italia già nel Medioevo, la cui interpretazione però è difficile; potrebbe forse essere derivato da Rizzo o Riccio (con l'aggiunta del suffisso francesizzante -ier), un soprannome riferito ad una persona dai capelli ricci, oppure potrebbe essere tratto da Rizier o Risier, da risier, "ridere", "burlare", col senso di "burlone", "che ama fare scherzi". Altre fonti lo considerano invece un nome di origine germanica, composto dagli elementi ris ("viaggio") e hari ("esercito"), col significato complessivo di "soldato di ventura", oppure da ric ("potere", "ricchezza") combinato sempre con hari, col senso di "esercito poderoso".
Secondo dati pubblicati negli anni 1970, il nome era attestato in tutta l'Italia continentale, con maggiore frequenza in Veneto, Emilia-Romagna, Toscana e Lazio.

## Onomastico
L'onomastico può essere festeggiato il 7 febbraio in memoria del beato Rizzerio da Muccia, discepolo di san Francesco.

## Persone
- Riziero Fantini, operaio e anarchico italiano
- Enrico Riziero Galvaligi, generale dei carabinieri italiano
- Riziero Ortolani, meglio conosciuto come Riz Ortolani, compositore italiano
- Riziero Vallari, calciatore argentino

### Varianti
- Rizzerio da Muccia, religioso italiano
- Rizzieri Rodeghiero, fondista e combinatista nordico italiano

## Il nome nelle arti
- Rizieri (o Riccieri) è un importante personaggio dell'opera I Reali di Francia, composta dallo scrittore tardo-medievale Andrea da Barberino. A proposito di tale personaggio, va detto che il primo paladino Rizieri altri non è che una trasposizione italiana del personaggio di Richier[7], figura letteraria originariamente appartenente all'epopea cavalleresca francese. Andrea da Barberino, ad ogni modo, offre un'interpretazione piuttosto folcloristica a proposito del nome "Riccieri", sostenendo che il nome originale del primo paladino di Francia fosse in realtà Ricciardo (ossia Riccardo), "ma perché venne poi tutto ricciuto, fu sempre chiamato Riccieri. Costui fu poi chiamato primo paladino di Francia"[8].